# 巡礼地
巡礼地(じゅんれいち)とは、宗教上、神聖な場所と崇敬されて巡礼者が訪れる地、教会など宗教施設を指す。

## 宗教の開祖、聖人の聖遺物があるとされる場所
- トリーア大聖堂 - キリストの遺骨
- トリノ大聖堂 - 聖骸布
- サンティアゴ・デ・コンポステーラ - 聖ヤコブの遺骨
- 聖エリザベート教会 (マールブルク)  - 聖エリザベートの遺骨。
- ダラダー・マーリガーワ寺院 - 釈迦の犬歯。

## 開祖、聖人の足跡
- 八大聖地 - 釈迦の伝記にまつわる場所

## 宗教上、奇跡とされる事件が起きた場所
- ルルドの泉